# Grace McDaniels
Grace McDaniels (17 de marzo de 1888 - 14/30 de marzo de 1958) conocida como "La mujer con cara de mula" fue una artista de circo que cobraba $175 por semana y padeció síndrome de Sturge-Weber.

## Vida
Nació en una granja en Iowa en 1888, y en 1935 obtuvo el premio de la mujer más fea del mundo. Pesaba 73 kg, mientras que su altura era de 1.8 m, y murió en 1958, 3 o 13 días antes de cumplir los 70 años, causado por neumonía.